# Дюмезиль, Жан-Анатоль
Жан-Анатоль Дюмезиль (фр. Jean-Anatole Dumézil; 14 марта 1857 Бео-сюр-Жиронд Жиронда, Вторая Французская империя — 9 февраля 1929 Венсен, Валь-де-Марн, Французская республика)— французский военный деятель, дивизионный генерал (артиллерия), конструктор миномётов.

## Биография
Родился в семье бондаря.

В 1877 году поступил в Политехническую школу в Париже.

1 октября 1878 года студентом получил первый чин младшего лейтенанта артиллерии.

1 октября 1881 года получил чин лейтенанта.

С 16 января 1888 года — капитан.

В 1888-1889 годах работал помощником на кузнечном производстве.

С 1889 по 1894 год в Географической службе колониальных войск (в Алжире с 1890 до 1894 год).

В 1894-1897 годах командир батареи в 25-м артиллерийском полку.

С 1897 по 1900 год в Географической службе колониальных войск (в Алжире и Тунисе в 1897-1898 годах, на Мадагаскаре в 1898-1899 годах).

3 ноября 1900 года назначен командиром артиллерийского обоза.

В 1904-1907 годах — сотрудник отдела артиллерийского вооружения Военного министерства Франции.

22 декабря 1906 года получил чин подполковника.

В 1907-1910 годах — заместитель председателя Комиссии исследований в области артиллерии и директор полигона практической стрельбы.

23 марта 1910 года получил чин полковника.

В 1910-1913 годах командир 60-го артиллерийского полка.

7 сентября 1913 года получил чин бригадного генерала.

18 марта 1913 года назначен начальником артиллерии 18-й армии.

14 ноября 1913 года переведён командиром 19-й артиллерийской бригады.

1 апреля 1914 года вновь назначен начальником артиллерии 18-й армии.

20 октября 1914 года назначен командиром 65-й артиллерийской бригады.

С 6 ноября по 28 декабря 1914 года начальник артиллерии 10-й армии.

С 28 декабря 1914 года в отставке.

8 июня 1915 года назначен инспектором исследовательских и экспериментальных работ в области артиллерии.

3 августа 1915 года получил должность заместителя помощника по вопросам артиллерии и боеприпасов (для тяжёлой артиллерии) статс-секретаря Военного министерства Франции.

8 августа 1916 года получил чин дивизионного генерала.

17 января 1917 года назначен генеральным инспектором учреждений и специальных служб Министерства вооружений и снабжения Франции.

С 10 ноября 1917 по 15 апреля 1919 года заместитель командующего 14-го военного округа.

С 15 апреля 1919 года в отставке.

Похоронен на кладбище Монпарнас.

## Конструкторские работы
- 58 мм надкалиберный миномёт № 1 с боеприпасами - принят на вооружение в марте 1915 года
- 58 мм надкалиберный миномёт № 2

Миномёты Ж. Дюмезиля производились серийно, поставлялись за рубеж и использовались в боевых действиях во время Первой мировой войны. Конструкция миномётов легла в основу других образцов (Е. А. Лихонина, фирмы «Батиньоль» и др.)

## Награды
1. Кавалер Ордена Почётного легиона — 9 июля 1895 года

2. Офицер Ордена Почётного легиона — 12 июля 1911 года

3. Командор Ордена Почётного легиона — 10 июля 1917 года

4. Колониальная медаль Франции — за службу на о-ве Мадагаскар.

5. Командор Ордена Короны (Бельгия)

6. Кавалер Ордена Славы (Тунис).

## Сын
Жорж Эдмон Дюмези́ль (Georges Edmond Dumézil; 4 марта 1898 — 11 октября 1986) — французский мифолог и филолог-компаративист.